# Marymont (stanice metra ve Varšavě)
Marymont je stanice varšavského metra na lince M1. Kód této stanice je A-19. Slouží od 29. prosince 2006 a do 23. dubna 2008 byla severní konečnou tehdy jediné linky metra. Pojmenována je podle okolní čtvrti.

## Charakter stanice
Marymont je podzemní hloubená stanice s několikapatrovým ostrovním nástupištěm (hluboké je 13,2 m, na nejnižší úrovni je umístěno kolejiště). Z architektonického hlediska je evidetntní, že v porovnání se staršími stanicemi z 90. let bylo již tímto směrem vynaloženo více; obklad stanice tvoří hliníkové panely, sklo, ocel a žula (podlahy). V ochozu nad kolejištěm je umístěna 37 m dlouhá stěna, kde budou mladí umělci prezentovat své výtvory, ty se budou každé dva měsíce střídat.